# Biblioteca de Galicia
La Biblioteca de Galicia, o por sus siglas BdG, es la biblioteca cabecera del sistema bibliotecario de Galicia, España. Fue diseñada por el arquitecto estadounidense Peter Eisenman y forma junto con otros seis edificios la Ciudad de la Cultura de Galicia, localizada en Santiago de Compostela.

## Características
Representa al sistema bibliotecario gallego ante todos los organismos, foros y plataformas internacionales del campo bibliotecario. La Junta de Galicia la inauguró el 11 de enero de 2011. La Biblioteca comenzó con más de 250 000 volúmenes, sin contar prensa, y un equipo de treinta expertos al frente. En la actualidad ronda el millón de volúmenes. Cuenta con 15.702 m² útiles, distribuidos en seis alturas.
La biblioteca, cuya misión es la de reunir, conservar y difundir el patrimonio bibliográfico de Galicia y toda la producción impresa, sonora, audiovisual o informática vinculada con ella, guarda en su colección desde volúmenes del siglo XVI, manuscritos o primeras ediciones de los autores del Rexurdimento hasta carteles de fiestas, reflejo de la historia de Galicia. Asimismo, promociona y difunde la cultura gallega, facilitando el acceso al patrimonio bibliográfico gallego, ya sea de manera presencial o virtual, y será una pieza clave para las actividades culturales relacionadas con el libro, la lectura y las bibliotecas. En este marco, destinará recursos especiales a la promoción de la literatura infantil y juvenil en lengua gallega, potenciando su valor y la diversidad cultural.
Tanto los ciudadanos en general como el público profesional pueden acceder a la información relevante para usos culturales y educativos.
Entre las colecciones que alberga la biblioteca se encuentran los fondos bibliográficos de Isaac Díaz Pardo, Rodolfo Núñez de las Cuevas, Basilio Losada, Xesús Alonso Montero, Carlos Casar, Luis Losada Espinosa, Agustín Sixto Seco o Celso Collazo Lema.
La biblioteca también custodia los fondos del Consejo de la Cultura Gallega: Archivo de la Emigración Gallega. Archivo Sonoro de Galicia y el Centro de Documentación Sociolingüística.

## Fondos y colecciones
En la Biblioteca de Galicia se custodian las bibliotecas personales de Xesús Alonso Montero, Celso Collazo Lema, Isaac Díaz Pardo, Basilio Losada, Luis Losada Espinosa, Rodolfo Núñez de las Cuevas y Agustín Sixto Seco.
La colección de la hemeroteca histórica se inicia con el primer periódico publicado en Galicia, El Catón Compostelano. Esta hemeroteca incluye tanto cabeceras publicadas en Galicia como en la emigración (Caras y Caretas, El Eco de Galicia...).
La cartoteca incluye los fondos que ingresan por depósito legal desde el año 2008, además de la colección de mapas de Carlos Díaz y Alicia Castro. Esta colección incluye la mayoría de los mapas antiguos impresos desde el siglo XVI (190 mapas) con ejemplares como los de Ojea o la Carta Geométrica de Galicia de Domingo Fontán. También e 2008 el geógrafo Núñez de las Cuevas donó su colección bibliográfica que incluye 387 mapas. Entre ellos se encuentran mapas realizados en la Segunda Guerra Mundial como los realizados por el ejército alemán cuando no estaba completo el Mapa Topográfico Nacional. Destaca además el mapa usado por el Estado Mayor del General Dwight D. Eisenhower, en 1945, indicando las distintas zonas de acción y ocupación de Alemania por los diferentes países de la coalición.
En la biblioteca se guardan también fondos gráficos, sonoros y audiovisuales.

## Galería de imágenes

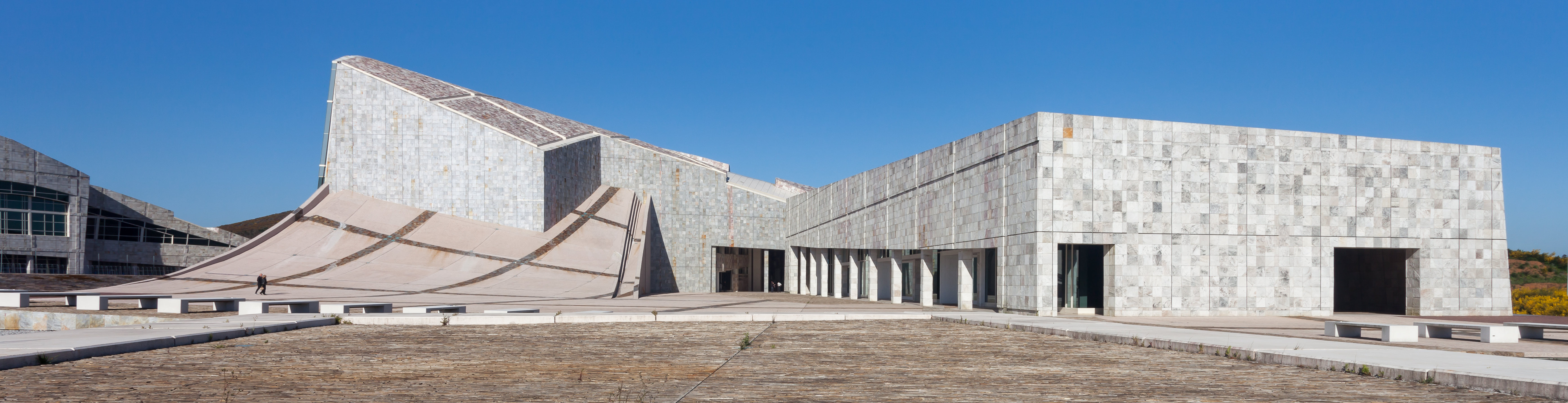
Vista general del edificio.
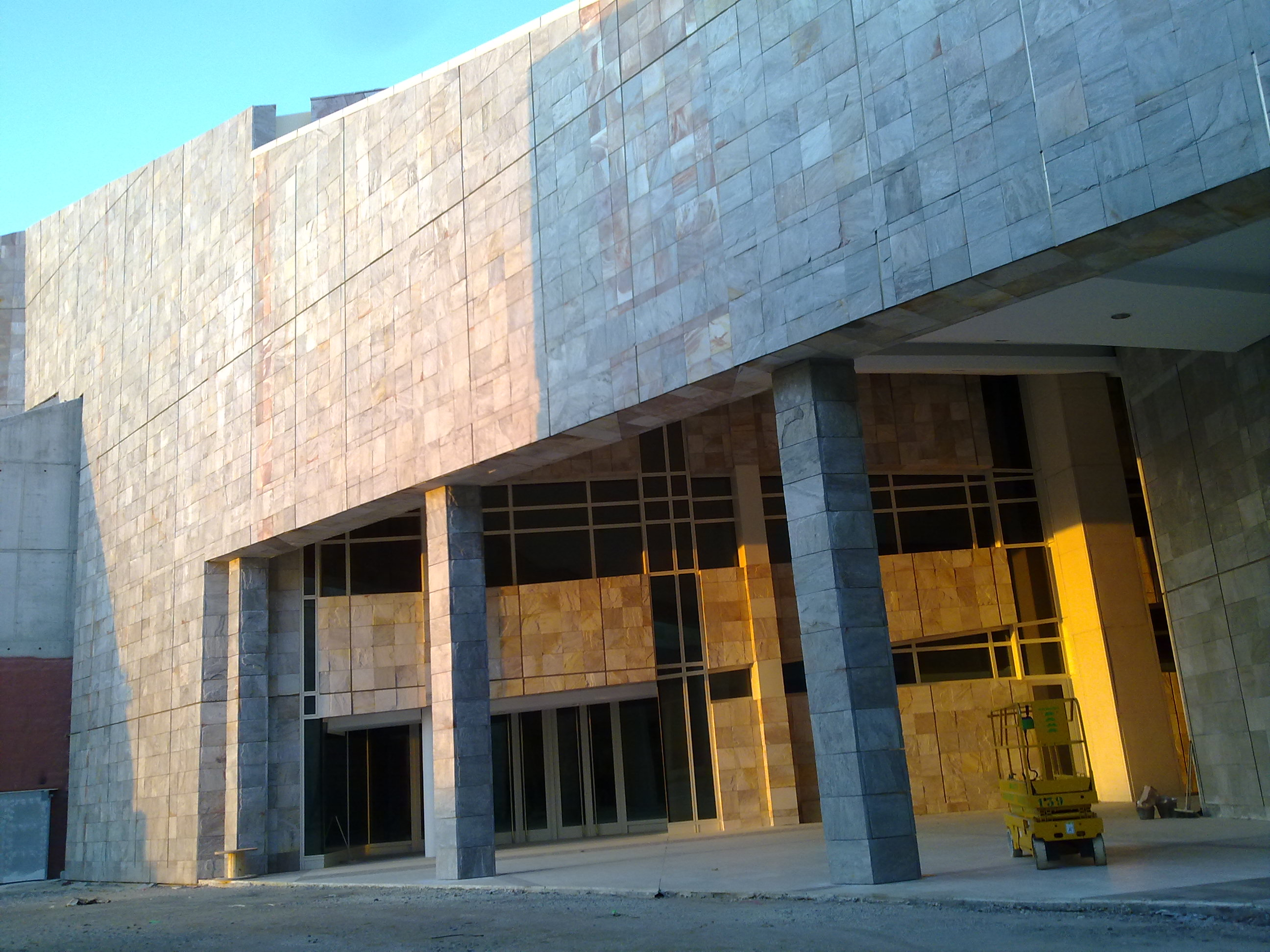
Entrada principal.
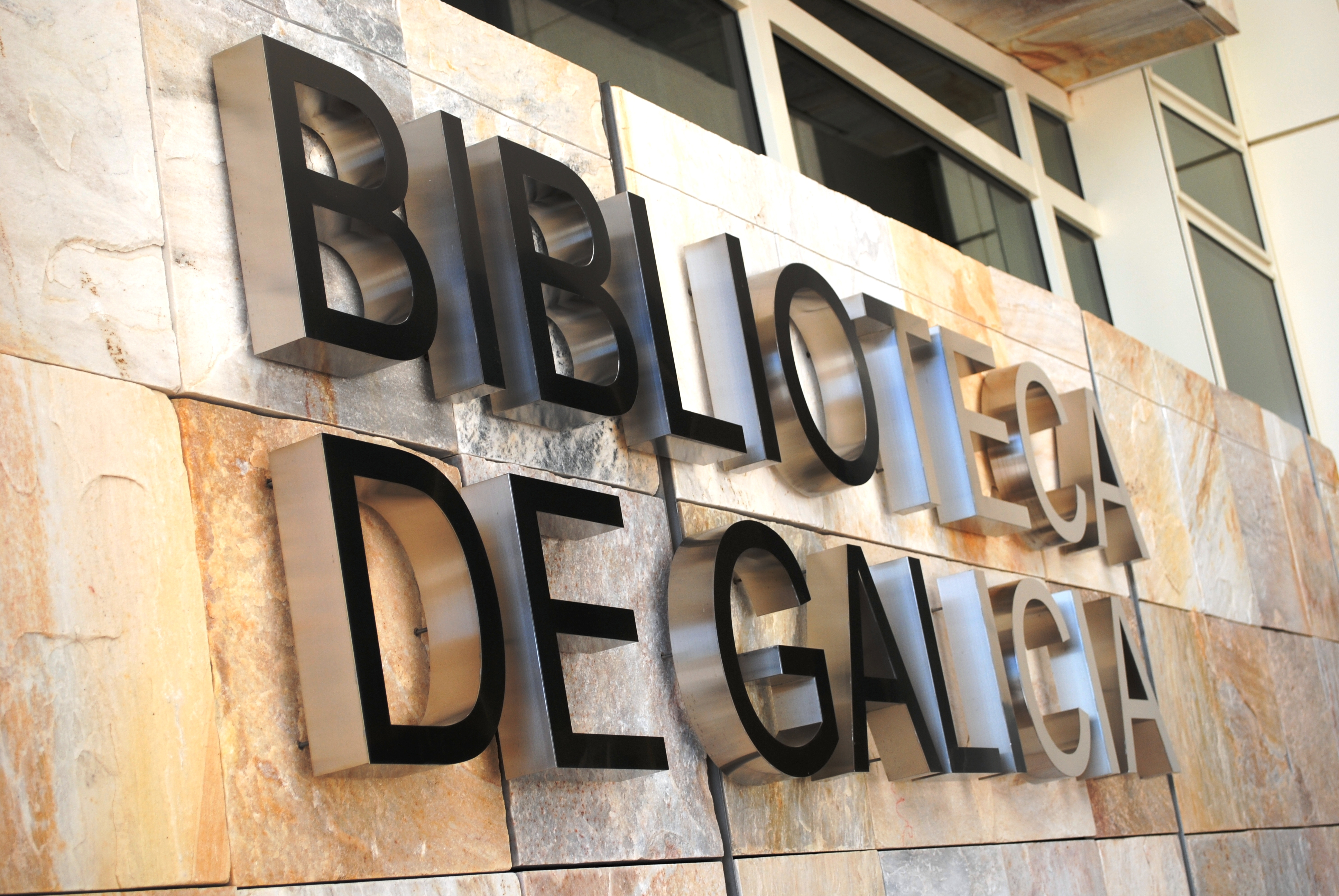
Detalle del rótulo de la entrada.
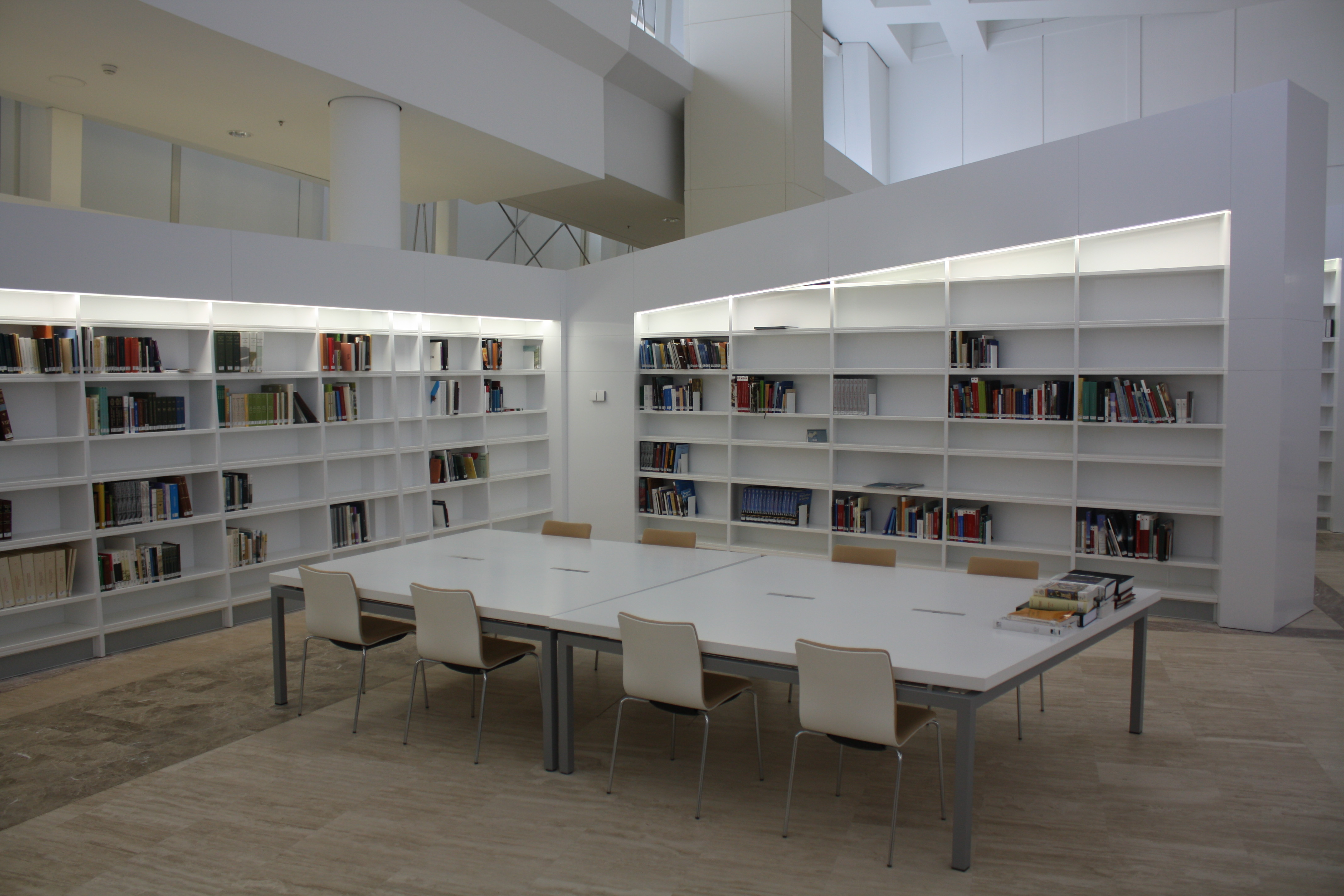
Interior.
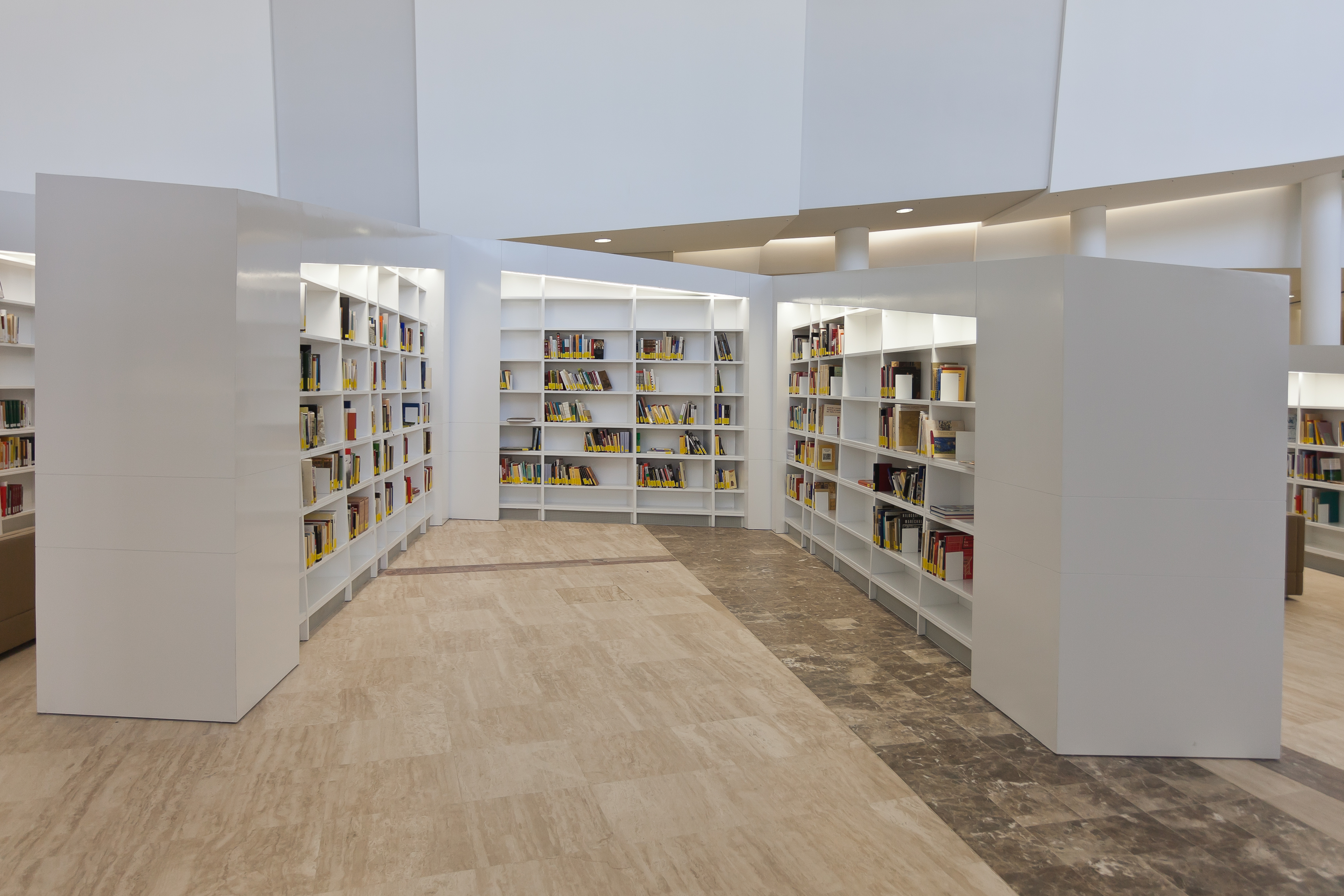
Interior.
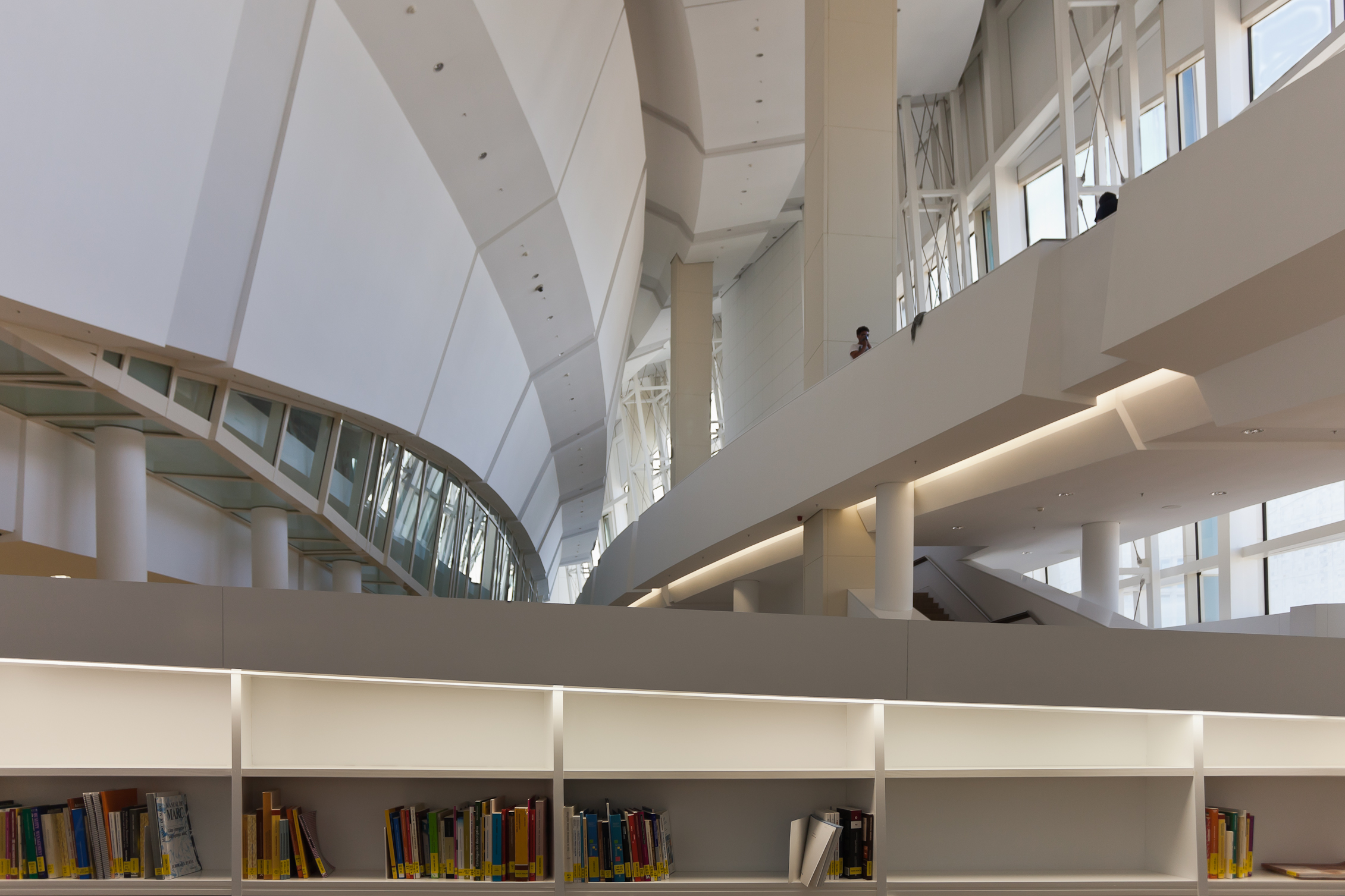
Detalle del interior del edificio.